# Serramonacesca

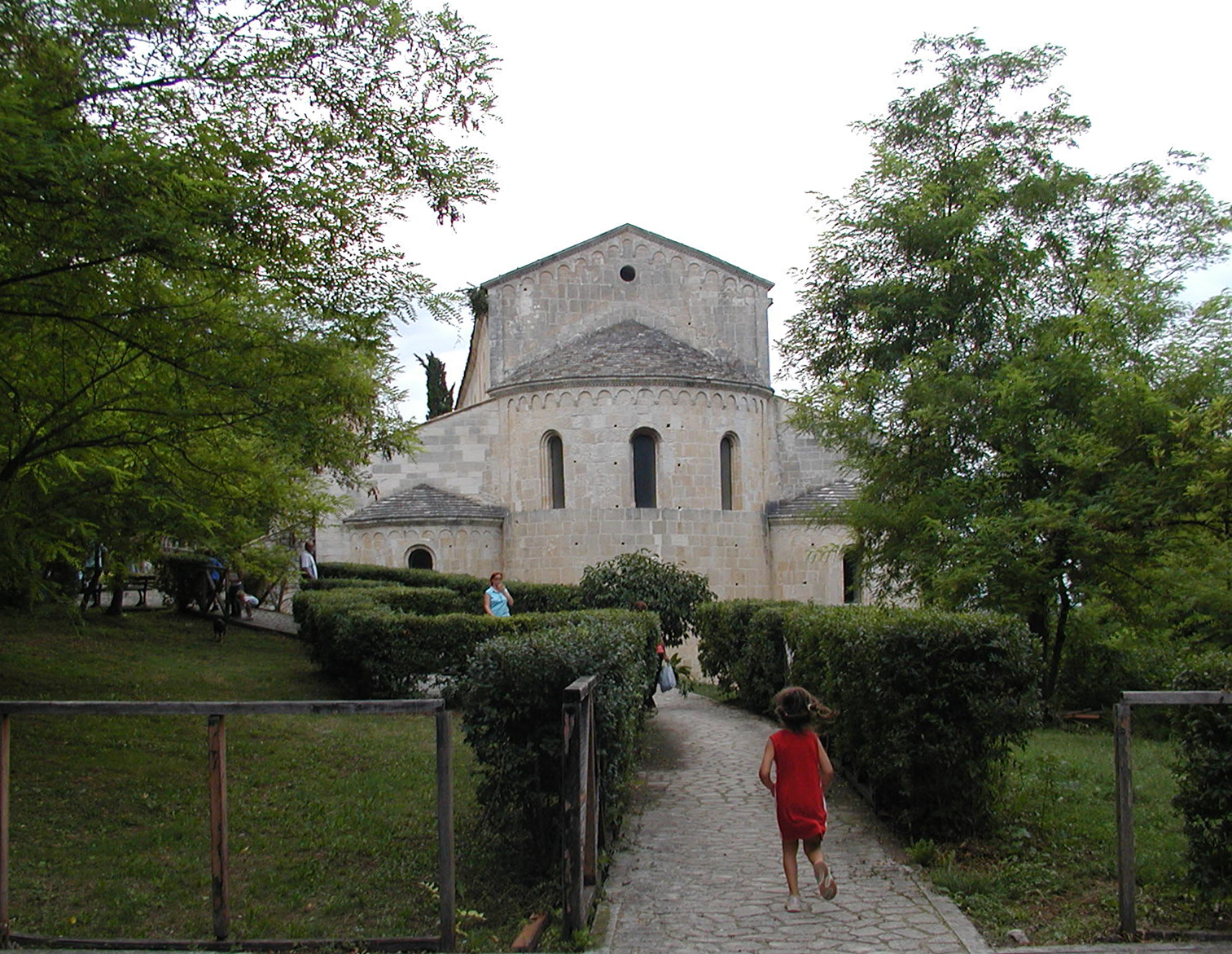
Iglesia benedictina.

Serramonacesca es una localidad italiana de 591 habitantes en la provincia de Pescara: forma parte de la Comunità Montana della Maiella e del Morrone.

## Evolución demográfica
| Gráfica de evolución demográfica de Serramonacesca entre 1861 y 2001 |
|                                                                      |
| Fuente ISTAT - elaboración gráfica de Wikipedia                      |

- Datos: Q51398
- Multimedia: Serramonacesca / Q51398

1. ↑  Worldpostalcodes.org, código postal n.º 65025.
2. ↑  «Codici Catastali». Comuni-italiani.it (en italiano). Consultado el 29 de abril de 2017.